# トレンティーノ (マチェラータ県)
トレンティーノ（伊: Tolentino）は、イタリア共和国マルケ州マチェラータ県にある、人口約18,000人の基礎自治体（コムーネ）。

## 地理

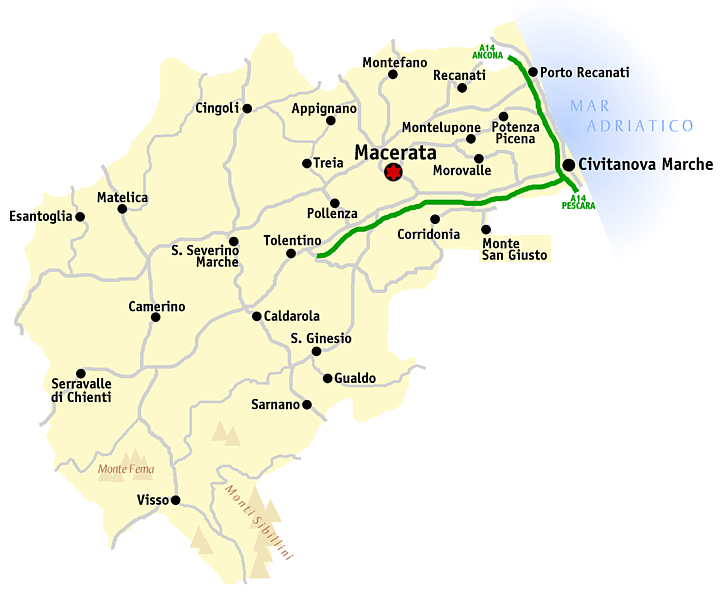
マチェラータ県概略図

### 位置・広がり
マチェラータ県中部の町で、県都マチェラータの南西17km、州都アンコーナの南南西49km、ペルージャの東73kmに位置する。キエンティ川 (Chienti) 中流のヴァッレ・デル・キエンティ (it:Valle del Chienti) にあり、古来よりアドリア海沿岸部と内陸山岳部を結ぶ重要な役割を担っていた。現代も内陸と海岸を結ぶ主要道路である国道77号線が市内を通るほか道路網が整備されており、シビッリーニ山地のスキーリゾートや、アドリア海の沿岸リゾート地へのアクセスが容易である。

#### 隣接コムーネ
隣接するコムーネは以下の通り。
- トレイア - 北
- ポッレンツァ - 北東
- マチェラータ - 北東
- コッリドーニア - 東
- ウルビザーリア - 東
- ペトリオーロ - 東
- コルムラーノ - 南東
- サン・ジネージオ - 南
- カンポロトンド・ディ・フィアストローネ - 南西
- ベルフォルテ・デル・キエンティ - 南西
- セッラペトローナ - 西
- サン・セヴェリーノ・マルケ - 北西

### 気候分類・地震分類
トレンティーノにおけるイタリアの気候分類 (it) および度日は、zona D, 1906 GGである。
また、イタリアの地震リスク階級 (it) では、zona 2 (sismicità media) に分類される。

## 歴史

### 先史・古代
アドリア海とアペニン山脈にはさまれたこの肥沃な地域における最初の居住の痕跡は、新石器時代までさかのぼる。紀元前8世紀から紀元前4世紀にかけて築かれた多数の墳墓遺跡は、1884年に発見された。この遺跡は、ピチェンティ人 (Picentes) の文化の証となっている。
ローマ人はこの地にトレンティヌム（Tolentinum）の都市を建設したが、この時代の都市について特に詳しく述べられた史書は遺されていない。考古学的な成果と大プリニウス『博物誌』の叙述によれば、トレンティヌムはイタリア本土第5行政区「ピセヌム」 (Picenum) に属し、ローマとアドリア海沿岸を結ぶフラミニア街道の枝道がこの都市を通過していた。ローマ時代の遺構は後世の都市建設によって失われており、ただ浴場の遺跡が残されている。

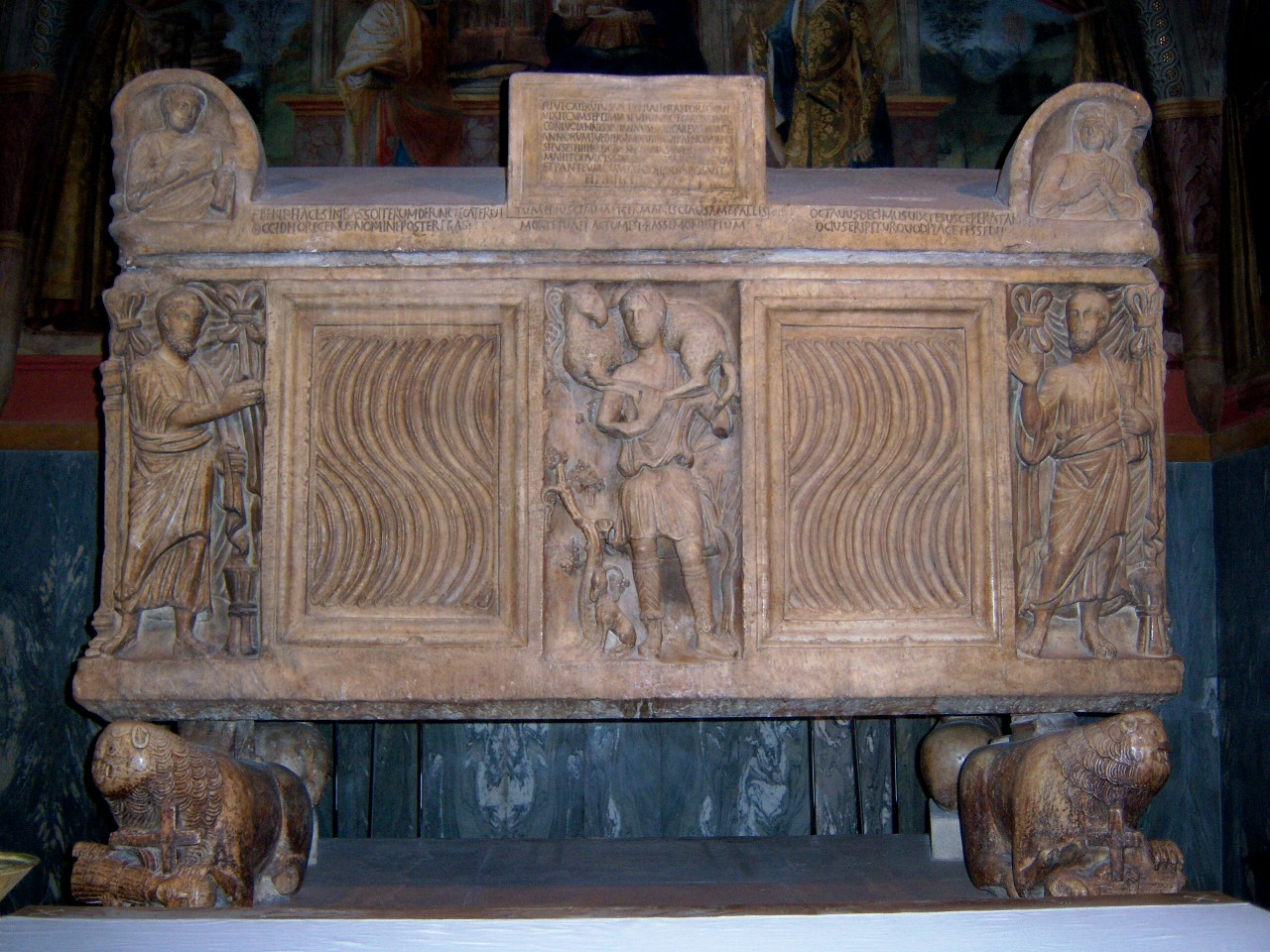
Catervusの石棺

伝説によれば4世紀の終わり、プラエフェクトゥス・プラエトリオ（近衛隊長官）であったカテルウス（Catervus、あるいはフラウィウス・ユリウス・カテルウィオ（Flavius Julius Catervio）。イタリア語ではカテルヴォ（Catervo）あるいはカテルヴィオ（Catervio））がこの地に退隠し、キリスト教を伝道したとされる。カテルウスはのちに列聖されてこの町の守護聖人とされ、その墓所を中心に教会が建設されたと伝えられる。
487年から502年にかけてローマで行われた公会議には、トレンティヌム司教が参加しており、教区 (Diocese of Tolentino) が置かれていたことがわかる。現在も聖堂（カテドラル）にはカテルウス（聖カテルヴォ）の荘厳な石棺が残されている。

### 中世
ローマ帝国の崩壊後、トレンティヌムを含むマルケ一帯は蛮族の侵攻によってその支配下に入り、トレンティヌムの住民の多くは郊外の丘陵地帯に逃亡した。キエンティ川流域の他の都市はこの時期に放棄・破壊されて消滅したが、トレンティヌムにはわずかに住民が残り、都市として生き残った。住民はカテルウスの聖域を守り、蛮族の寄進も受けて修道院の基礎を築いた。
1099年、トレンティーノはリエーティのサンサルバトーレ修道院の支配下に置かれたが、1166年にはアンコーナの侯爵によってトレンティーノの自治権が認められ、自治都市（コムーネ） (it:Comune medievale) となった。コムーネは商業的に成長し、ベルフォルテやウルビザーリアといった近隣の村を編入した。12世紀から14世紀にかけて、近隣のサン・セヴェリーノやカメリーノといったコムーネとの摩擦を経て、境界を定めていった。14世紀末以降、この都市の支配はダ・ヴァラーノ家 (Da Varano) 、次いでスフォルツァ家の手にわたり、のちに教皇領の一部とされた。

### ナポレオン戦争

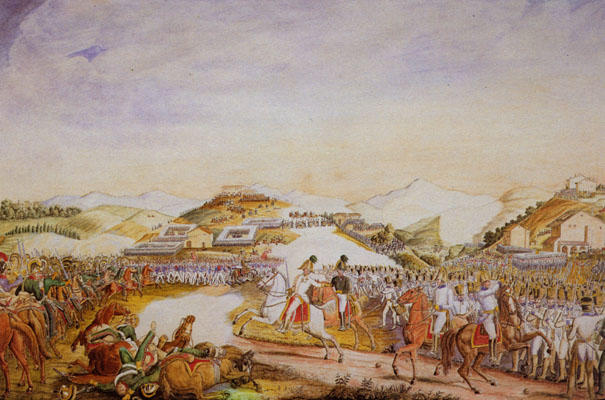
トレンティーノの戦い

フランス革命戦争中、教皇領にはフランス軍が侵攻した。1797年2月19日、この都市においてナポレオン・ボナパルトと教皇ピウス6世との間のトレンティーノ条約 (Treaty of Tolentino) 条約が結ばれ、教皇国家は領土の割譲と賠償金の支払いを呑むこととなった。
1815年5月、トレンティーノの戦いにおいてナポリ王ジョアシャン・ミュラは、フレデリック・ビアンキ (Frederick Bianchi, Duke of Casalanza) 率いるオーストリア軍に大敗を喫した。この大敗は、ミュラの没落につながることになる。トレンティーノは教皇領に復帰した。

### イタリア統一以後
イタリア統一により、1861年にイタリア王国に編入された。19世紀後半には、イタリアの他の地域同様、トレンティーノでも産業の発展がみられた。

## 人口

### 居住地区別人口
国立統計研究所（ISTAT）によれば、2001年時点での居住地区（Località abitata）別の人口は以下の通り。
| 地区名                  | 標高    | 人口   | 備考                                     |
| ----------------------- | ------- | ------ | ---------------------------------------- |
| TOLENTINO               | 132/523 | 18.649 |                                          |
| ABBADIA DI FIASTRA      | 182     | 14     | ウルビザーリアの Urbisaglia 地区に連続   |
| LE GRAZIE               | 225     | 216    |                                          |
| PATERNO                 | 408     | 25     |                                          |
| TOLENTINO *             | 228     | 15.376 |                                          |
| Case San Martino        | 212     | 33     |                                          |
| Contrada Pianibianchi   | 217     | 26     |                                          |
| Contrada Ributino       | 196     | 23     |                                          |
| Parrocchia San Giuseppe | 399     | 37     |                                          |
| Piane della Rancia      | 171     | 58     | ポッレンツァの Pollenza Scalo 地区に連続 |
| Case Sparse             | -       | 2.841  |                                          |
| Lago delle Grazie       | 212     | -      | 人造湖                                   |

- ISTATは人口統計上、家屋密度の高い centro abitato （居住の中心地区）、密度の低い nucleo abitato （居住の核となる地区）、まとまった居住地区を形成していない case sparse （散在家屋）の区分を用いている。上の表で地名がすべて大文字で示されているものが centro abitato である。「*」印が付されているのは、コムーネの役場・役所 la casa comunale の置かれている地区である。

## 行政

### 山岳自治体
自治体連合である山岳自治体「モンティ・アズーリ山岳自治体 (it:Comunità montana dei Monti Azzurri) 」（事務所所在地: サン・ジネージオ）を構成するコムーネの一つである。

### 分離集落

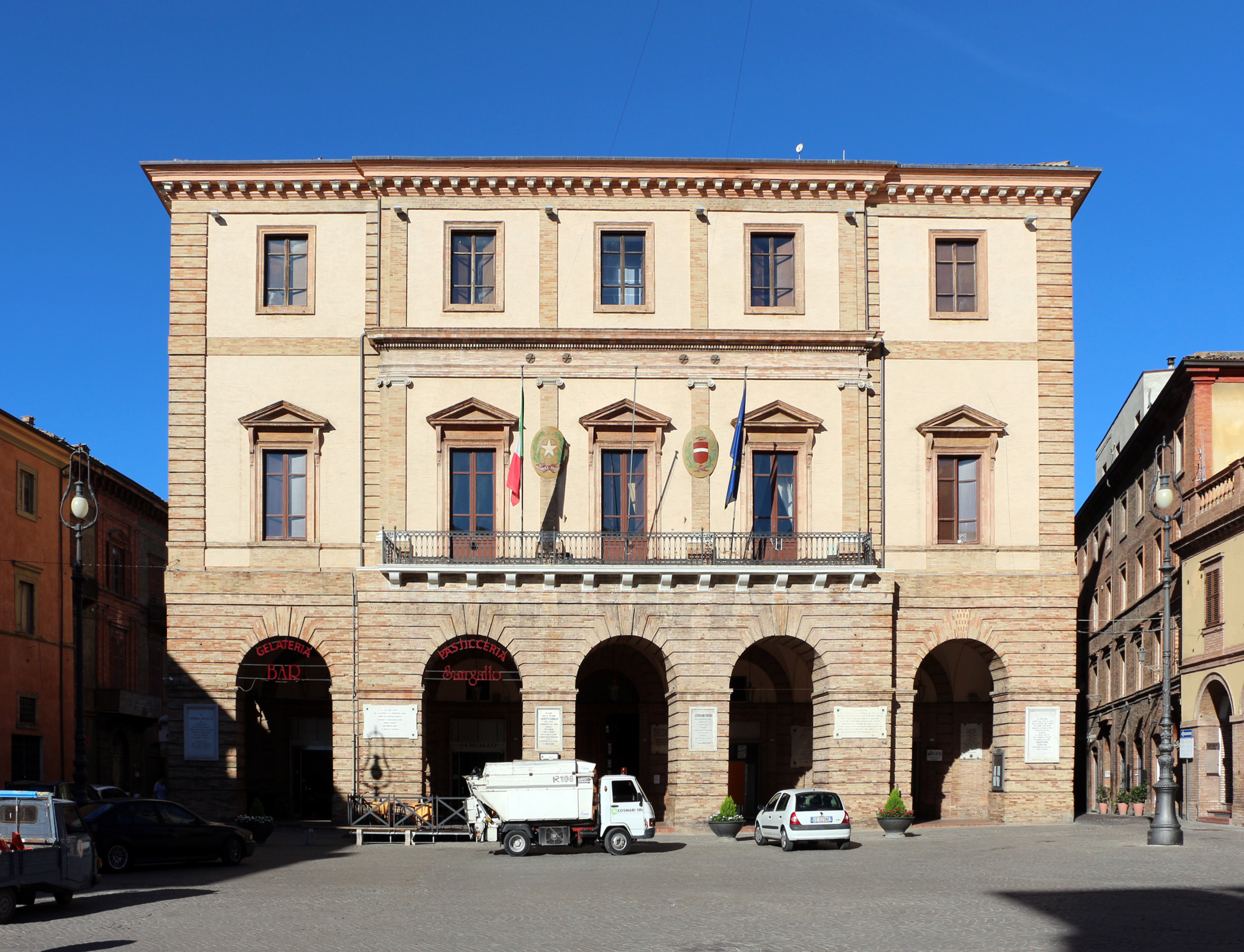
市役所

トレンティーノは以下の分離集落（フラツィオーネ）から構成される。
| - Abbadia di Fiastra - Acquasalata - Ancaiano - Asinina - Bura - Calcavenaccio - Casa di Cristo - Casone - Cisterna - Collina - Colmaggiore - Divina Pastora - Fontajello - Fontebigoncio - Le Grazie - Maestà | - Massaccio - Pace - Parruccia - Paterno - Pianarucci - Pianciano - Pianibianchi - Portanova - Rambona - Rancia - Regnano - Ributino - Riolante - Rofanello - Rosciano - Rotondo | - Salcito - San Bartolomeo - San Diego - San Giovanni - San Giuseppe - San Martino - San Rocco - Santa Croce - Santa Lucia - Sant'Andrea - Sant'Angelo - Santissimo Redentore - Troiano - Vaglie - Vicigliano |

## 文化・観光

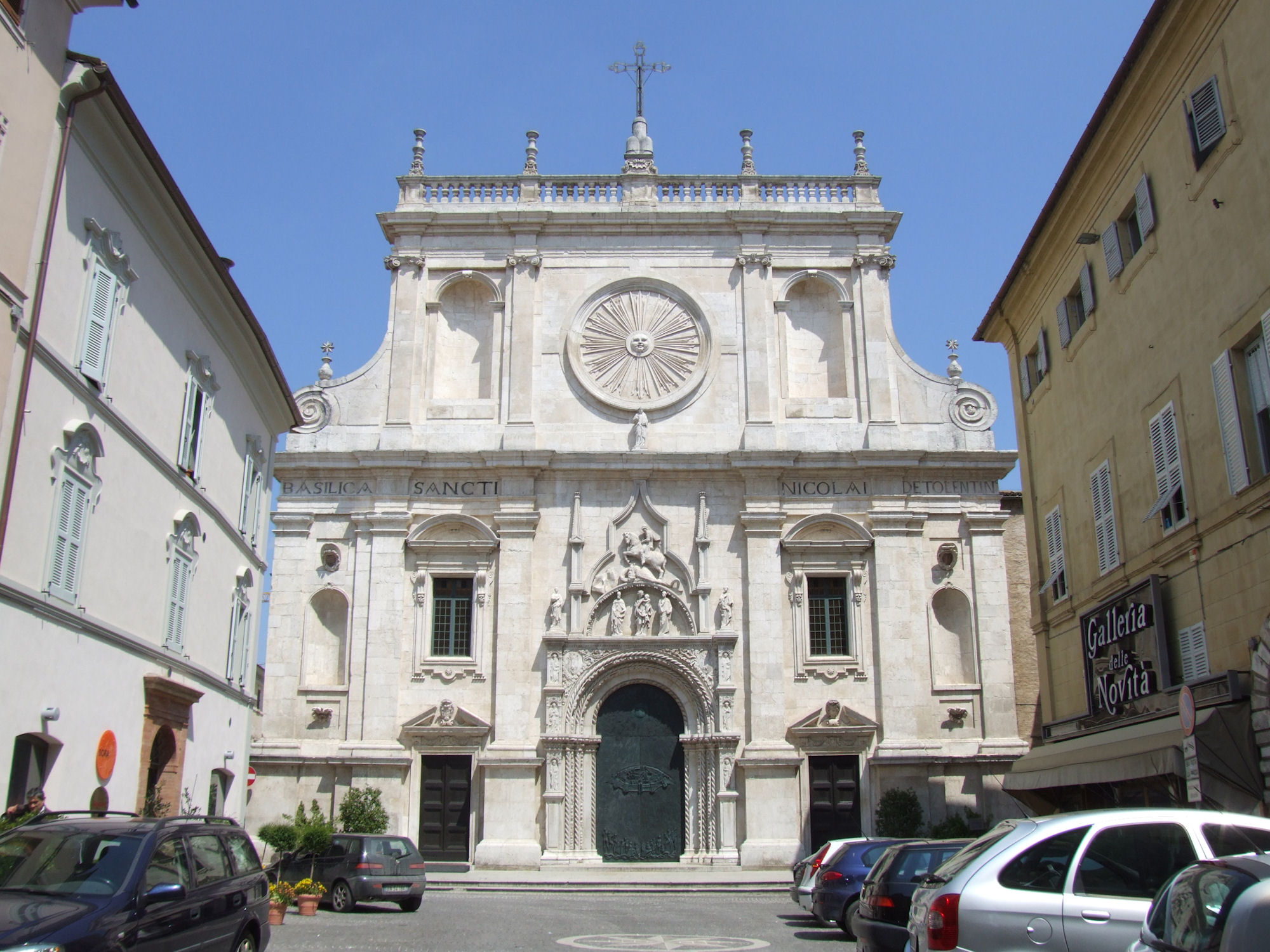
聖ニコラ聖堂
聖ニコラ聖堂 (Basilica di San Nicola a Tolentino) は、当地にゆかりのあるトレンティーノの聖ニコラウスを記念する教会堂（バシリカ）である。13世紀から14世紀にかけて建立された。いくつかの礼拝堂（カペッレ）がある。聖ニコラ礼拝堂（Cappellone di san Nicola）のフレスコ画は、ジョット派の画家 (it:Maestro di Tolentino) やピエトロ・ダ・リミニ (it:Pietro da Rimini) によって14世紀に描かれたものである。

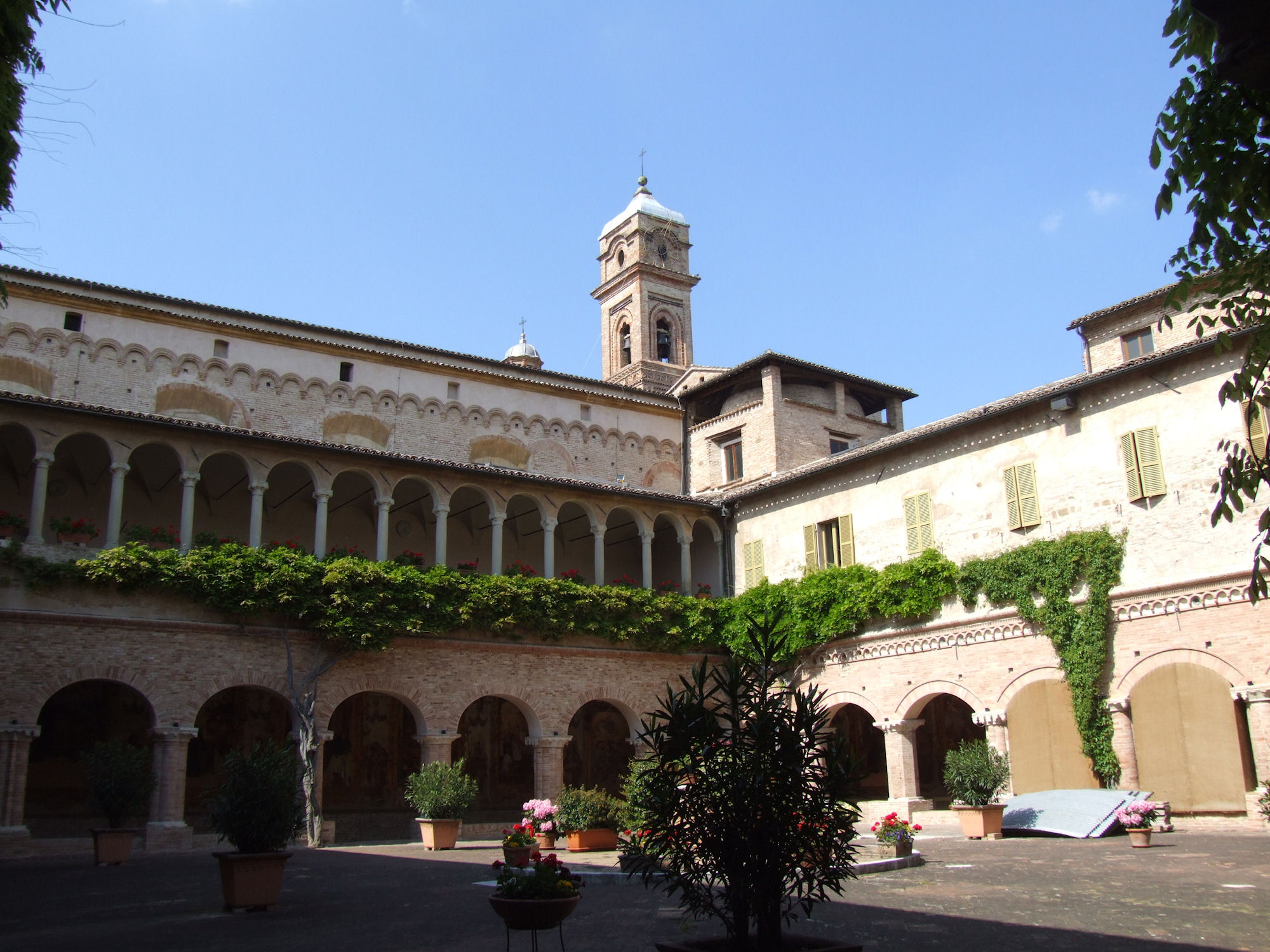
聖堂
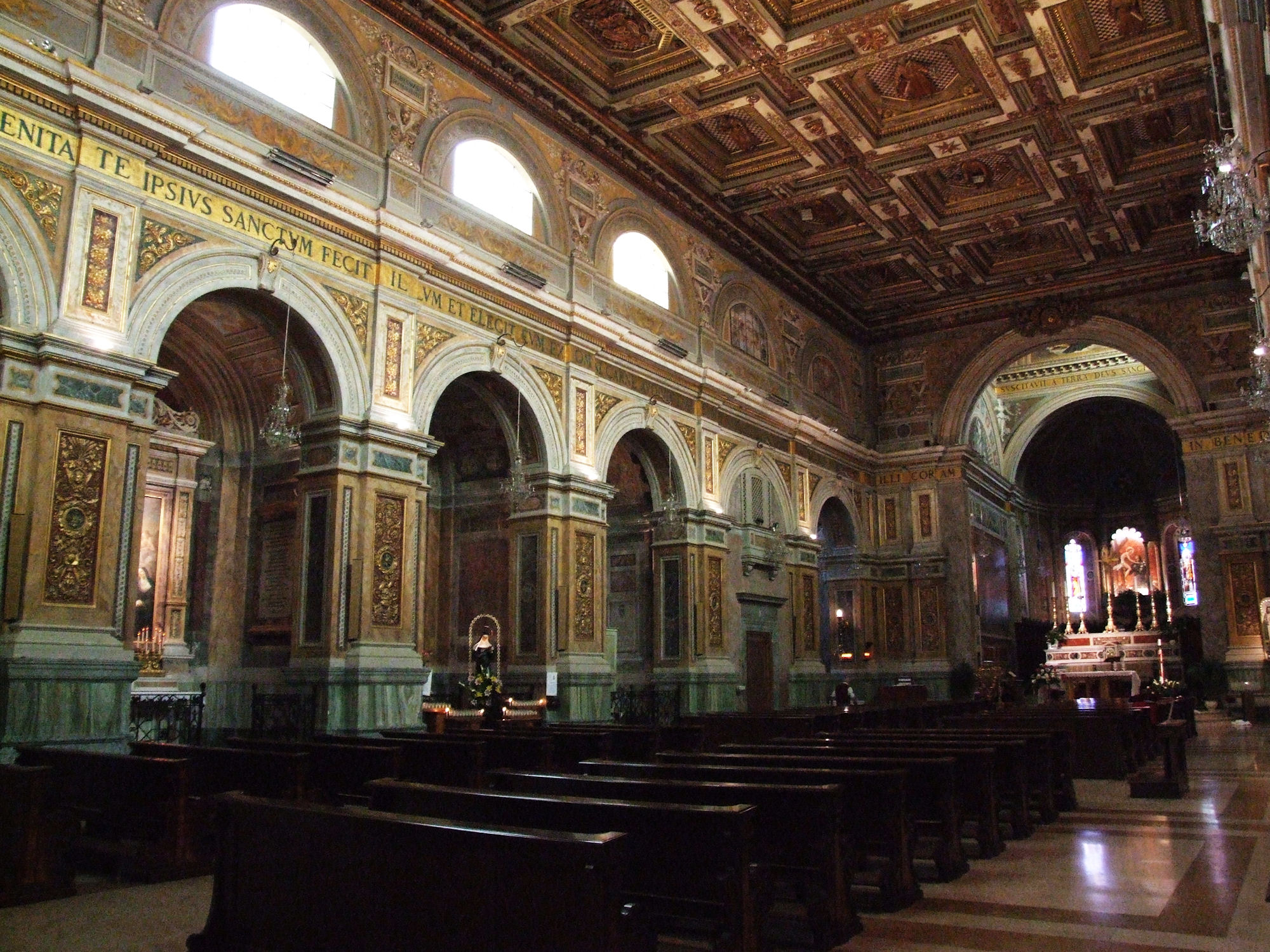
聖堂内
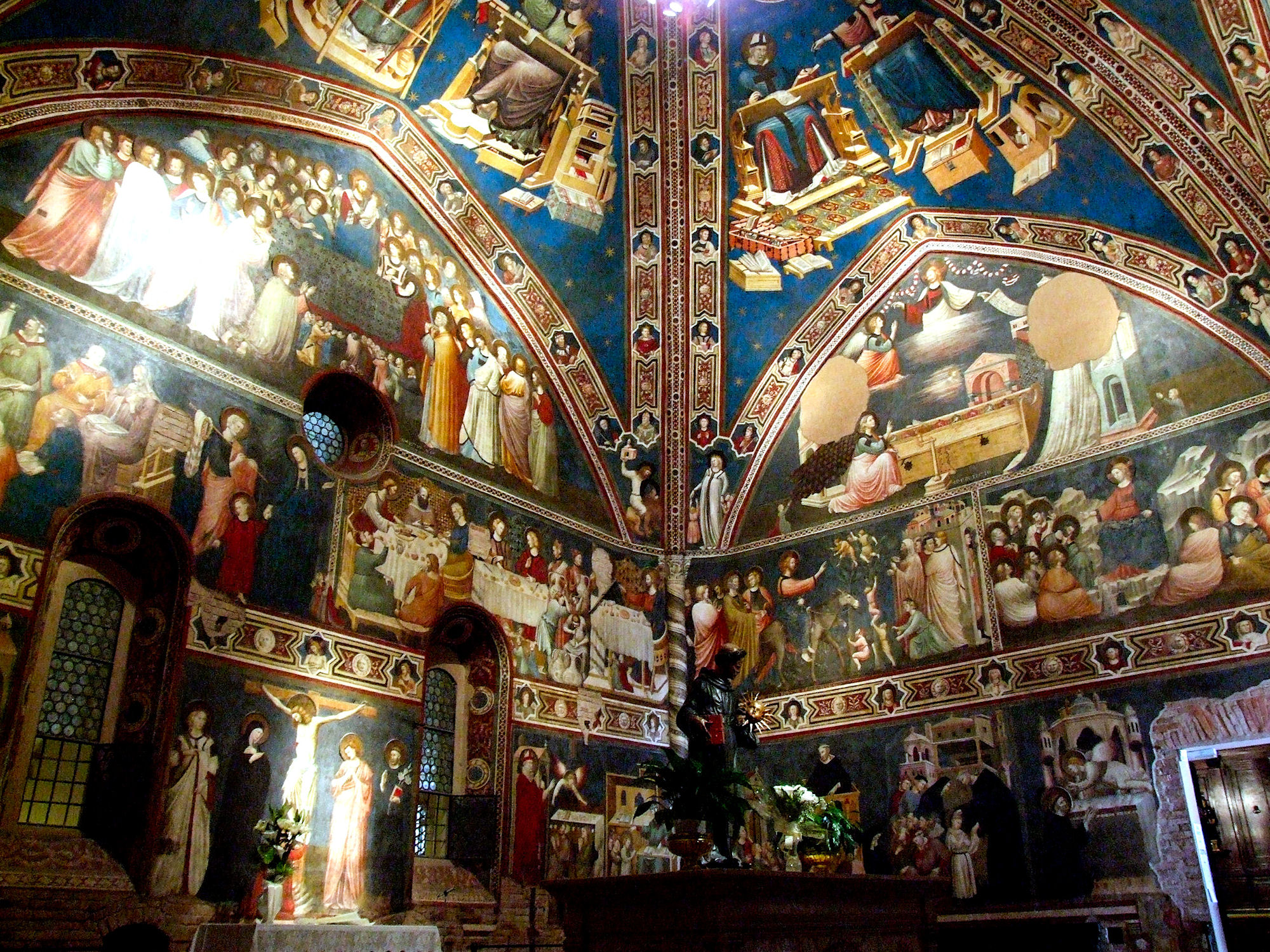
聖ニコラ礼拝堂

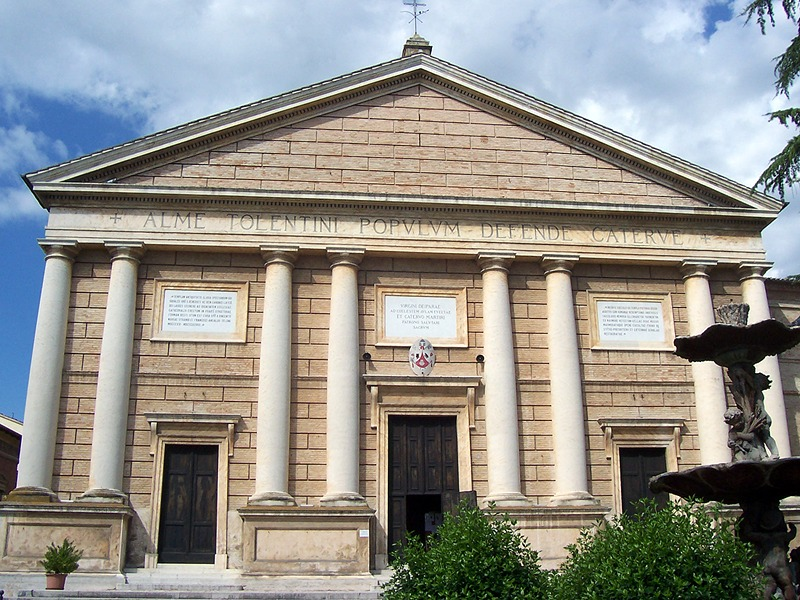
聖カテルヴォ聖堂
聖カテルヴォ聖堂 (it:Concattedrale di San Catervo) は、守護聖人聖カテルヴォを記念する大聖堂（カテドラル）で、聖カテルヴォの石棺がある。教会の創建は8世紀であるが、現在の建築は1830年にフィリッポ・スパーダの設計によって建設されたものである。この大聖堂は、ローマカトリックのマチェラータ＝トレンティーノ＝レカナーティ＝チニョーリ＝トレイア司教管区 (Roman Catholic Diocese of Macerata-Tolentino-Recanati-Cingoli-Treia) の司教座聖堂である。
ランチャ城
ランチャ城 (it:Castello della Rancia) は、14世紀にカメリーノの貴族ダ・ヴァラーノ家によって建設された城砦。

## 交通

### 道路
国道
- SS77 (it:Strada statale 77 della Val di Chienti) 
〔フォリーノ - カメリーノ〕 - トレンティーノ - 〔チヴィタノーヴァ・マルケ〕

アヴェッリーノ県のフォリーノと、アドリア海沿岸のチヴィタノーヴァ・マルケを結ぶSS77がコムーネを東西に貫く。カメリーノ - チヴィタノーヴァ・マルケ間は高規格道路（Superstrada）となっており、チヴィタノーヴァ・マルケでアウトストラーダ A14と接続する。

### 鉄道
- チッタノーヴァ＝ファブリアーノ線 (it:Ferrovia Civitanova-Fabriano) 
  - トレンティーノ駅 (it:Stazione di Tolentino)

## 人物

### 著名な出身者
- ニッコロ・ダ・トレンティーノ（英語版） - 14-15世紀の傭兵隊長（コンドッティエーレ）。
- フランチェスコ・フィレルフォ（英語版） - ルネサンス期（15世紀）の人文主義者。
- ニコラ・ヴァッカイ - 19世紀の作曲家。
- マリオ・マットーリ（英語版） - 20世紀の映画監督。

### ゆかりの人物
- トレンティーノのニコラウス（英語版） - 13-14世紀の聖職者、聖人。

トレンティーノの聖ニコラウスは、南東へ約16km離れたサンタンジェロ・イン・ポンターノ出身で、トレンティーノで暮らしてこの地で没した。多くの奇跡を起こしたとされ、1446年に列聖されている。

## 姉妹都市
- エムランヴィル（英語版） （フランス、イル＝ド＝フランス地域圏）
- ラバスティド＝ミュラ（英語版） （フランス、ミディ＝ピレネー地域圏）
- イゾラ （スロベニア）